# Championnats du monde de cyclo-cross 1969
Navigation
Édition précédente Édition suivante
Les championnats du monde de cyclo-cross 1969 ont lieu le 23 février 1969 à Magstadt en Allemagne de l'Ouest. Deux épreuves masculines sont au programme.

## Podiums
| Épreuves | Or                | Argent             | Bronze          |
| -------- | ----------------- | ------------------ | --------------- |
| Élites   | Eric De Vlaeminck | Rolf Wolfshohl     | Renato Longo    |
| Amateurs | René De Clercq    | Roger De Vlaeminck | Robert Vermeire |

## Résultats

### Classement des élites
| Pos. | Cycliste                 | Pays                 | Temps           |
| ---- | ------------------------ | -------------------- | --------------- |
|      | Eric De Vlaeminck        | Belgique             | 1 h 17 min 32 s |
|      | Rolf Wolfshohl           | Allemagne de l'Ouest | + 1:32          |
|      | Renato Longo             | Italie               | + 2:25          |
| 4    | Luciano Luciani          | Italie               | + 2:27          |
| 5    | Freddy Nijs              | Belgique             | + 6:40          |
| 6    | Ernst Boller             | Suisse               | + 7:21          |
| 7    | Hermann Gretener         | Suisse               | + 7:49          |
| 8    | Huub Harings             | Pays-Bas             | + 7:56          |
| 9    | Julien Vanden Haesevelde | Belgique             | + 7:56          |
| 10   | Giovanni Bettinelli      | Italie               | + 8:17          |

### Classement des amateurs
| Pos. | Cycliste           | Pays            | Temps           |
| ---- | ------------------ | --------------- | --------------- |
|      | René De Clercq     | Belgique        | 1 h 09 min 36 s |
|      | Roger De Vlaeminck | Belgique        | + 0:32          |
|      | Robert Vermeire    | Belgique        | + 0:56          |
| 4    | Jakob Küster       | Suisse          | + 1:30          |
| 5    | Franco Livian      | Italie          | + 2:05          |
| 6    | Peter Frischknecht | Suisse          | + 2:26          |
| 7    | Břetislav Souček   | Tchécoslovaquie | + 2:42          |
| 8    | Pierre Bernet      | France          | + 3:09          |
| 9    | Flory Ongenae      | Belgique        | + 3:20          |
| 10   | Gertie Wildeboer   | Pays-Bas        | + 3:27          |

## Tableau des médailles
| Rang | Nation               | Or | Argent | Bronze | Total |
| ---- | -------------------- | -- | ------ | ------ | ----- |
| 1    | Belgique             | 2  | 1      | 1      | 4     |
| 2    | Allemagne de l'Ouest | 0  | 1      | 0      | 1     |
| 3    | Italie               | 0  | 0      | 1      | 1     |